# Sudamerlycaste barringtoniae
Sudamerlycaste barringtoniae är en orkidéart som först beskrevs av James Edward Smith, och fick sitt nu gällande namn av Fredy Archila. Sudamerlycaste barringtoniae ingår i släktet Sudamerlycaste och familjen orkidéer. Inga underarter finns listade i Catalogue of Life.